# Liste der Nummer-eins-Hits in Österreich (2007)
Diese Liste enthält alle Nummer-eins-Hits in Österreich im Jahr 2007. Sie basiert auf den Top 75 der österreichischen Charts bei den Singles und bei den Alben. Es gab in diesem Jahr 14 Nummer-eins-Singles und 21 Nummer-eins-Alben.

## Singles
| ← 2006 ← | Liste der Nummer-eins-Hits in Österreich | Liste der Nummer-eins-Hits in Österreich | Liste der Nummer-eins-Hits in Österreich | 2008 →                    |
| \| Zeitraum \| Wo. ges. \| Interpret \| Titel Autor(en) \| Zusätzliche Informationen \| \| (Zeitraum, Wochen auf Platz eins, Interpret, Titel, Autor[en], zusätzliche Informationen) \| \| \| \| \| \| ----------------------------------------------------------------------------------------- \| -------- \| ------------------------------ \| ------------------------------------------------------------------------------------------------------------------------------------------------------------------ \| ------------------------- \| \| 15. Dezember 2006 – 4. Januar 2007 3 Wochen \| 3 \| Monrose \| Shame Christian Ballard, Andrew Ian Murray, Pete Kirtley, Timothy Hawes \| – \| \| 5. Januar 2007 – 8. Februar 2007 5 Wochen \| 5 \| Nelly Furtado \| All Good Things (Come to an End) Nelly Kim Furtado, Timothy Z. Mosley, Floyd Nathaniel Hills, Christopher Anthony John Martin \| – \| \| 9. Februar 2007 – 15. Februar 2007 1 Woche \| 1 \| Tokio Hotel \| Übers Ende der Welt Dave Roth, Patrick Benzner, David Jost, Peter Hoffmann \| – \| \| 16. Februar 2007 – 10. Mai 2007 12 Wochen (insgesamt 13) \| 13 \| DJ Ötzi & Nik P. \| Ein Stern (… der deinen Namen trägt) Nikolaus Presnik \| – \| \| 11. Mai 2007 – 17. Mai 2007 1 Woche \| 1 \| Avril Lavigne \| Girlfriend Lukasz Gottwald, Avril Ramona Lavigna \| – \| \| 18. Mai 2007 – 24. Mai 2007 1 Woche (insgesamt 13) \| 13 \| DJ Ötzi & Nik P. \| Ein Stern (der deinen Namen trägt) Nikolaus Presnik \| – \| \| 25. Mai 2007 – 14. Juni 2007 3 Wochen \| 3 \| Mark Medlock \| Now or Never Dieter Bohlen \| – \| \| 15. Juni 2007 – 21. Juni 2007 1 Woche \| 1 \| P!nk & Indigo Girls \| Dear Mr. President Alecia B. Moore, William Hort Mann \| – \| \| 22. Juni 2007 – 12. Juli 2007 3 Wochen (insgesamt 4) \| 4 \| Rihanna feat. Jay-Z \| Umbrella Thaddis Laphonia Harrell Jr., Shawn C. Carter, Christopher A. Stewart, Terius Youngdell Nash \| – \| \| 13. Juli 2007 – 19. Juli 2007 1 Woche (insgesamt 4) \| 4 \| Monrose \| Hot Summer Mikkel R. Sigvardt, Thomas Skov Troelsen \| – \| \| 20. Juli 2007 – 26. Juli 2007 1 Woche (insgesamt 4) \| 4 \| Rihanna feat. Jay-Z \| Umbrella Thaddis Laphonia Harrell Jr., Shawn C. Carter, Christopher A. Stewart, Terius Youngdell Nash \| – \| \| 27. Juli 2007 – 16. August 2007 3 Wochen (insgesamt 4) \| 4 \| Monrose \| Hot Summer Mikkel R. Sigvardt, Thomas Skov Troelsen \| – \| \| 17. August 2007 – 13. September 2007 4 Wochen \| 4 \| Fergie \| Big Girls Don’t Cry Stacy Ferguson \| – \| \| 14. September 2007 – 11. Oktober 2007 4 Wochen \| 4 \| James Blunt \| 1973 James Hillier Blount, Mark Christopher Batson \| – \| \| 12. Oktober 2007 – 15. November 2007 5 Wochen \| 5 \| Rihanna \| Don’t Stop the Music Michael J. Jackson, Frankie Storm, Tor Erik Hermansen, Mikkel Storleer Eriksen \| – \| \| 16. November 2007 – 29. November 2007 2 Wochen \| 2 \| Alex C. feat. Y-ass \| Du hast den schönsten Arsch der Welt Musik: Filippo Andrea Carmeni, Gianni Fontana, Maurizio Molella, Roberto Santini; Text: Alex Jörg Christensen, Peter Könemann \| – \| \| 30. November 2007 – 24. Januar 2008 8 Wochen \| 8 \| Timbaland presents OneRepublic \| Apologize Ryan B. Tedder \| – \| |                                          |                                          | |                           |
| ← 2006 |                                          |                                          | | → 2008 →                  |
| Zeitraum | Wo. ges.                                 | Interpret                                | Titel Autor(en) | Zusätzliche Informationen |
| (Zeitraum, Wochen auf Platz eins, Interpret, Titel, Autor[en], zusätzliche Informationen) |                                          |                                          | |                           |
| 15. Dezember 2006 – 4. Januar 2007 3 Wochen | 3                                        | Monrose                                  | Shame Christian Ballard, Andrew Ian Murray, Pete Kirtley, Timothy Hawes                                                                                            | –                         |
| 5. Januar 2007 – 8. Februar 2007 5 Wochen | 5                                        | Nelly Furtado                            | All Good Things (Come to an End) Nelly Kim Furtado, Timothy Z. Mosley, Floyd Nathaniel Hills, Christopher Anthony John Martin                                      | –                         |
| 9. Februar 2007 – 15. Februar 2007 1 Woche | 1                                        | Tokio Hotel                              | Übers Ende der Welt Dave Roth, Patrick Benzner, David Jost, Peter Hoffmann                                                                                         | –                         |
| 16. Februar 2007 – 10. Mai 2007 12 Wochen (insgesamt 13) | 13                                       | DJ Ötzi & Nik P.                         | Ein Stern (… der deinen Namen trägt) Nikolaus Presnik | –                         |
| 11. Mai 2007 – 17. Mai 2007 1 Woche | 1                                        | Avril Lavigne                            | Girlfriend Lukasz Gottwald, Avril Ramona Lavigna | –                         |
| 18. Mai 2007 – 24. Mai 2007 1 Woche (insgesamt 13) | 13                                       | DJ Ötzi & Nik P.                         | Ein Stern (der deinen Namen trägt) Nikolaus Presnik | –                         |
| 25. Mai 2007 – 14. Juni 2007 3 Wochen | 3                                        | Mark Medlock                             | Now or Never Dieter Bohlen | –                         |
| 15. Juni 2007 – 21. Juni 2007 1 Woche | 1                                        | P!nk & Indigo Girls                      | Dear Mr. President Alecia B. Moore, William Hort Mann | –                         |
| 22. Juni 2007 – 12. Juli 2007 3 Wochen (insgesamt 4) | 4                                        | Rihanna feat. Jay-Z                      | Umbrella Thaddis Laphonia Harrell Jr., Shawn C. Carter, Christopher A. Stewart, Terius Youngdell Nash                                                              | –                         |
| 13. Juli 2007 – 19. Juli 2007 1 Woche (insgesamt 4) | 4                                        | Monrose                                  | Hot Summer Mikkel R. Sigvardt, Thomas Skov Troelsen | –                         |
| 20. Juli 2007 – 26. Juli 2007 1 Woche (insgesamt 4) | 4                                        | Rihanna feat. Jay-Z                      | Umbrella Thaddis Laphonia Harrell Jr., Shawn C. Carter, Christopher A. Stewart, Terius Youngdell Nash                                                              | –                         |
| 27. Juli 2007 – 16. August 2007 3 Wochen (insgesamt 4) | 4                                        | Monrose                                  | Hot Summer Mikkel R. Sigvardt, Thomas Skov Troelsen | –                         |
| 17. August 2007 – 13. September 2007 4 Wochen | 4                                        | Fergie                                   | Big Girls Don’t Cry Stacy Ferguson | –                         |
| 14. September 2007 – 11. Oktober 2007 4 Wochen | 4                                        | James Blunt                              | 1973 James Hillier Blount, Mark Christopher Batson | –                         |
| 12. Oktober 2007 – 15. November 2007 5 Wochen | 5                                        | Rihanna                                  | Don’t Stop the Music Michael J. Jackson, Frankie Storm, Tor Erik Hermansen, Mikkel Storleer Eriksen                                                                | –                         |
| 16. November 2007 – 29. November 2007 2 Wochen | 2                                        | Alex C. feat. Y-ass                      | Du hast den schönsten Arsch der Welt Musik: Filippo Andrea Carmeni, Gianni Fontana, Maurizio Molella, Roberto Santini; Text: Alex Jörg Christensen, Peter Könemann | –                         |
| 30. November 2007 – 24. Januar 2008 8 Wochen | 8                                        | Timbaland presents OneRepublic           | Apologize Ryan B. Tedder | –                         |

## Alben
| ← 2006 ← | Liste der Nummer-eins-Alben in Österreich | Liste der Nummer-eins-Alben in Österreich | Liste der Nummer-eins-Alben in Österreich | 2008 →                    |
| \| Zeitraum \| Wo. ges. \| Interpret \| Titel \| Zusätzliche Informationen \| \| (Zeitraum, Wochen auf Platz eins, Interpret, Titel, zusätzliche Informationen) \| \| \| \| \| \| ------------------------------------------------------------------------------ \| -------- \| ----------------------------------- \| --------------------- \| ------------------------- \| \| 22. Dezember 2006 – 4. Januar 2007 2 Wochen (insgesamt 3) \| 3 \| Monrose \| Temptation \| – \| \| 5. Januar 2007 – 11. Januar 2007 1 Woche (insgesamt 7) \| 7 \| Kiddy Contest Kids \| Kiddy Contest Vol. 12 \| – \| \| 12. Januar 2007 – 18. Januar 2007 1 Woche (insgesamt 3) \| 3 \| Monrose \| Temptation \| – \| \| 19. Januar 2007 – 8. Februar 2007 3 Wochen \| 3 \| Wiener Philharmoniker / Zubin Mehta \| Neujahrskonzert 2007 \| – \| \| 9. Februar 2007 – 15. Februar 2007 1 Woche \| 1 \| Norah Jones \| Not Too Late \| – \| \| 16. Februar 2007 – 15. März 2007 4 Wochen \| 4 \| Falco \| Hoch wie nie \| – \| \| 16. März 2007 – 12. April 2007 4 Wochen \| 4 \| Herbert Grönemeyer \| 12 \| – \| \| 13. April 2007 – 19. April 2007 1 Woche \| 1 \| Andrea Berg \| Die neue Best Of \| – \| \| 20. April 2007 – 26. April 2007 1 Woche \| 1 \| Nelly Furtado \| Loose \| – \| \| 27. April 2007 – 24. Mai 2007 4 Wochen \| 4 \| Avril Lavigne \| The Best Damn Thing \| – \| \| 25. Mai 2007 – 21. Juni 2007 4 Wochen \| 4 \| Linkin Park \| Minutes to Midnight \| – \| \| 22. Juni 2007 – 12. Juli 2007 3 Wochen \| 3 \| Bon Jovi \| Lost Highway \| – \| \| 13. Juli 2007 – 19. Juli 2007 1 Woche \| 1 \| Nockalm Quintett \| Volle Kanne Sehnsucht \| – \| \| 20. Juli 2007 – 26. Juli 2007 1 Woche \| 1 \| LaFee \| Jetzt erst recht \| – \| \| 27. Juli 2007 – 23. August 2007 4 Wochen \| 4 \| Die Seer \| 1 Tåg \| – \| \| 24. August 2007 – 13. September 2007 3 Wochen \| 3 \| Elvis Presley \| The King \| – \| \| 14. September 2007 – 27. September 2007 2 Wochen \| 2 \| S.T.S. \| Neuer Morgen \| – \| \| 28. September 2007 – 11. Oktober 2007 2 Wochen \| 2 \| James Blunt \| All the Lost Souls \| – \| \| 12. Oktober 2007 – 18. Oktober 2007 1 Woche \| 1 \| Bruce Springsteen \| Magic \| – \| \| 19. Oktober 2007 – 25. Oktober 2007 1 Woche \| 1 \| Semino Rossi \| Einmal ja – immer ja \| – \| \| 26. Oktober 2007 – 1. November 2007 1 Woche \| 1 \| Erste Allgemeine Verunsicherung \| Amore XL \| – \| \| 2. November 2007 – 10. Januar 2008 10 Wochen \| 10 \| Kiddy Contest Kids \| Kiddy Contest Vol. 13 \| – \| |                                           |                                           |                                           |                           |
| ← 2006 |                                           |                                           |                                           | → 2008 →                  |
| Zeitraum | Wo. ges.                                  | Interpret                                 | Titel                                     | Zusätzliche Informationen |
| (Zeitraum, Wochen auf Platz eins, Interpret, Titel, zusätzliche Informationen) |                                           |                                           |                                           |                           |
| 22. Dezember 2006 – 4. Januar 2007 2 Wochen (insgesamt 3) | 3                                         | Monrose                                   | Temptation                                | –                         |
| 5. Januar 2007 – 11. Januar 2007 1 Woche (insgesamt 7) | 7                                         | Kiddy Contest Kids                        | Kiddy Contest Vol. 12                     | –                         |
| 12. Januar 2007 – 18. Januar 2007 1 Woche (insgesamt 3) | 3                                         | Monrose                                   | Temptation                                | –                         |
| 19. Januar 2007 – 8. Februar 2007 3 Wochen | 3                                         | Wiener Philharmoniker / Zubin Mehta       | Neujahrskonzert 2007                      | –                         |
| 9. Februar 2007 – 15. Februar 2007 1 Woche | 1                                         | Norah Jones                               | Not Too Late                              | –                         |
| 16. Februar 2007 – 15. März 2007 4 Wochen | 4                                         | Falco                                     | Hoch wie nie                              | –                         |
| 16. März 2007 – 12. April 2007 4 Wochen | 4                                         | Herbert Grönemeyer                        | 12                                        | –                         |
| 13. April 2007 – 19. April 2007 1 Woche | 1                                         | Andrea Berg                               | Die neue Best Of                          | –                         |
| 20. April 2007 – 26. April 2007 1 Woche | 1                                         | Nelly Furtado                             | Loose                                     | –                         |
| 27. April 2007 – 24. Mai 2007 4 Wochen | 4                                         | Avril Lavigne                             | The Best Damn Thing                       | –                         |
| 25. Mai 2007 – 21. Juni 2007 4 Wochen | 4                                         | Linkin Park                               | Minutes to Midnight                       | –                         |
| 22. Juni 2007 – 12. Juli 2007 3 Wochen | 3                                         | Bon Jovi                                  | Lost Highway                              | –                         |
| 13. Juli 2007 – 19. Juli 2007 1 Woche | 1                                         | Nockalm Quintett                          | Volle Kanne Sehnsucht                     | –                         |
| 20. Juli 2007 – 26. Juli 2007 1 Woche | 1                                         | LaFee                                     | Jetzt erst recht                          | –                         |
| 27. Juli 2007 – 23. August 2007 4 Wochen | 4                                         | Die Seer                                  | 1 Tåg                                     | –                         |
| 24. August 2007 – 13. September 2007 3 Wochen | 3                                         | Elvis Presley                             | The King                                  | –                         |
| 14. September 2007 – 27. September 2007 2 Wochen | 2                                         | S.T.S.                                    | Neuer Morgen                              | –                         |
| 28. September 2007 – 11. Oktober 2007 2 Wochen | 2                                         | James Blunt                               | All the Lost Souls                        | –                         |
| 12. Oktober 2007 – 18. Oktober 2007 1 Woche | 1                                         | Bruce Springsteen                         | Magic                                     | –                         |
| 19. Oktober 2007 – 25. Oktober 2007 1 Woche | 1                                         | Semino Rossi                              | Einmal ja – immer ja                      | –                         |
| 26. Oktober 2007 – 1. November 2007 1 Woche | 1                                         | Erste Allgemeine Verunsicherung           | Amore XL                                  | –                         |
| 2. November 2007 – 10. Januar 2008 10 Wochen | 10                                        | Kiddy Contest Kids                        | Kiddy Contest Vol. 13                     | –                         |

## Jahreshitparaden
| ← 2006 ← | Liste der Nummer-eins-Hits in Österreich | Liste der Nummer-eins-Hits in Österreich | Liste der Nummer-eins-Hits in Österreich | 2008 →   |
| \| Singles \| Position# \| Alben \| \| ------------------------------------------------------------------------------------------------------------------------------------------- \| --------- \| ---------------------------------------- \| \| Ein Stern (… der deinen Namen trägt) DJ Ötzi & Nik P. Nikolaus Presnik \| 1 \| Hoch wie nie Falco \| \| Umbrella Rihanna feat. Jay-Z Thaddis Laphonia Harrell Jr., Shawn C. Carter, Christopher A. Stewart, Terius Youngdell Nash \| 2 \| Kiddy Contest Vol. 13 Kiddy Contest Kids \| \| Dear Mr. President P!nk & Indigo Girls Alecia B. Moore, William Hort Mann \| 3 \| Loose Nelly Furtado \| \| Genie auf die Ski Fritz & the Downhill Gang Musik: Klaus Biedermann, Kim Breitling; Text: Philipp Schüller \| 4 \| 12 Herbert Grönemeyer \| \| All Good Things (Come to an End) Nelly Furtado Nelly Kim Furtado, Timothy Z. Mosley, Floyd Nathaniel Hills, Christopher Anthony John Martin \| 5 \| Minutes to Midnight Linkin Park \| \| Say It Right Nelly Furtado Nelly Kim Furtado, Timothy Z. Mosley, Floyd Nathaniel Hills \| 6 \| Die großen Erfolge Die Amigos \| \| Grace Kelly Mika Jodi Marr, Dan Warner, John Holt Merchant III, Michael Holbrook Penniman \| 7 \| Sternstunden DJ Ötzi \| \| Summer Wine Ville Valo & Natalia Avelon Lee Hazlewood \| 8 \| Kiddy Contest Vol. 12 Kiddy Contest Kids \| \| Hot Summer Monrose Mikkel R. Sigvardt, Thomas Skov Troelsen \| 9 \| Temptation Monrose \| \| Boten Anna Basshunter Jonas Erik Altberg \| 10 \| I’m Not Dead P!nk \| |                                          |                                          |                                          |          |
| ← 2006 |                                          |                                          |                                          | → 2008 → |
| Singles | Position#                                | Alben                                    |                                          |          |
| Ein Stern (… der deinen Namen trägt) DJ Ötzi & Nik P. Nikolaus Presnik | 1                                        | Hoch wie nie Falco                       |                                          |          |
| Umbrella Rihanna feat. Jay-Z Thaddis Laphonia Harrell Jr., Shawn C. Carter, Christopher A. Stewart, Terius Youngdell Nash | 2                                        | Kiddy Contest Vol. 13 Kiddy Contest Kids |                                          |          |
| Dear Mr. President P!nk & Indigo Girls Alecia B. Moore, William Hort Mann | 3                                        | Loose Nelly Furtado                      |                                          |          |
| Genie auf die Ski Fritz & the Downhill Gang Musik: Klaus Biedermann, Kim Breitling; Text: Philipp Schüller | 4                                        | 12 Herbert Grönemeyer                    |                                          |          |
| All Good Things (Come to an End) Nelly Furtado Nelly Kim Furtado, Timothy Z. Mosley, Floyd Nathaniel Hills, Christopher Anthony John Martin | 5                                        | Minutes to Midnight Linkin Park          |                                          |          |
| Say It Right Nelly Furtado Nelly Kim Furtado, Timothy Z. Mosley, Floyd Nathaniel Hills | 6                                        | Die großen Erfolge Die Amigos            |                                          |          |
| Grace Kelly Mika Jodi Marr, Dan Warner, John Holt Merchant III, Michael Holbrook Penniman | 7                                        | Sternstunden DJ Ötzi                     |                                          |          |
| Summer Wine Ville Valo & Natalia Avelon Lee Hazlewood | 8                                        | Kiddy Contest Vol. 12 Kiddy Contest Kids |                                          |          |
| Hot Summer Monrose Mikkel R. Sigvardt, Thomas Skov Troelsen | 9                                        | Temptation Monrose                       |                                          |          |
| Boten Anna Basshunter Jonas Erik Altberg | 10                                       | I’m Not Dead P!nk                        |                                          |          |